# Roussay
Roussay ist eine Ortschaft und eine Commune déléguée in der französischen Gemeinde Sèvremoine mit 1.224 Einwohnern (Stand 1. Januar 2022) im Département Maine-et-Loire in der Region Pays de la Loire. 

## Geografie
Der Ort Roussay liegt an der Moine, 14 Kilometer westnordwestlich von Cholet. 

## Geschichte
Die Pfarrei Roussay besteht seit dem 12. Jahrhundert.
1793 hieß Roussay noch Brossay, es wurde damals im Zuge der Französischen Revolution offiziell zur Gemeinde erklärt und erhielt 1801 das Recht auf kommunale Selbstverwaltung.
Mit Wirkung vom 15. Dezember 2015 wurden die Gemeinden Le Longeron, Montfaucon-Montigné, La Renaudière, Roussay, Saint-André-de-la-Marche, Saint-Crespin-sur-Moine, Saint-Germain-sur-Moine, Saint-Macaire-en-Mauges, Tillières sowie Torfou zu einer Commune nouvelle mit dem Namen Sèvremoine zusammengelegt. Die Gemeinde Roussay gehörte zum Arrondissement Cholet sowie zum Kanton Saint-Macaire-en-Mauges.

### Bevölkerungsentwicklung
| Jahr                       | 1962 | 1968 | 1975 | 1982 | 1990 | 1999 | 2004 | 2013 |
| -------------------------- | ---- | ---- | ---- | ---- | ---- | ---- | ---- | ---- |
| Einwohner                  | 1136 | 1115 | 1020 | 963  | 898  | 966  | 1043 | 1223 |
| Quellen: Cassini und INSEE |      |      |      |      |      |      |      |      |

## Kultur und Sehenswürdigkeiten
Es gibt zwei Kirchen in Roussay, die Kirche Saint-Sauveur wurde im 12. Jahrhundert erbaut, während die Kirche Saint-Pierre aus dem 19. Jahrhundert stammt.

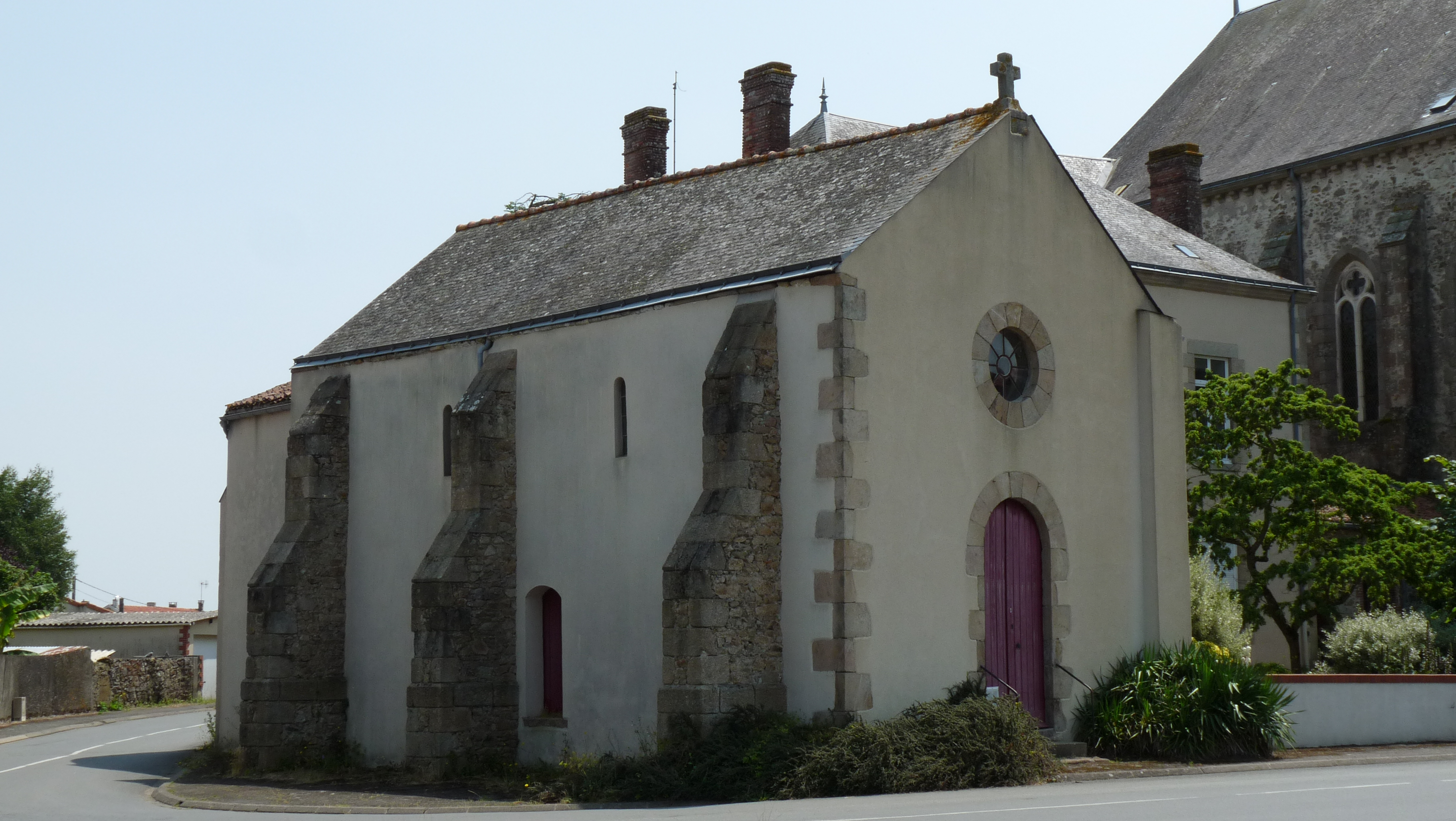
Kapelle Notre-Dame-de-Pitié
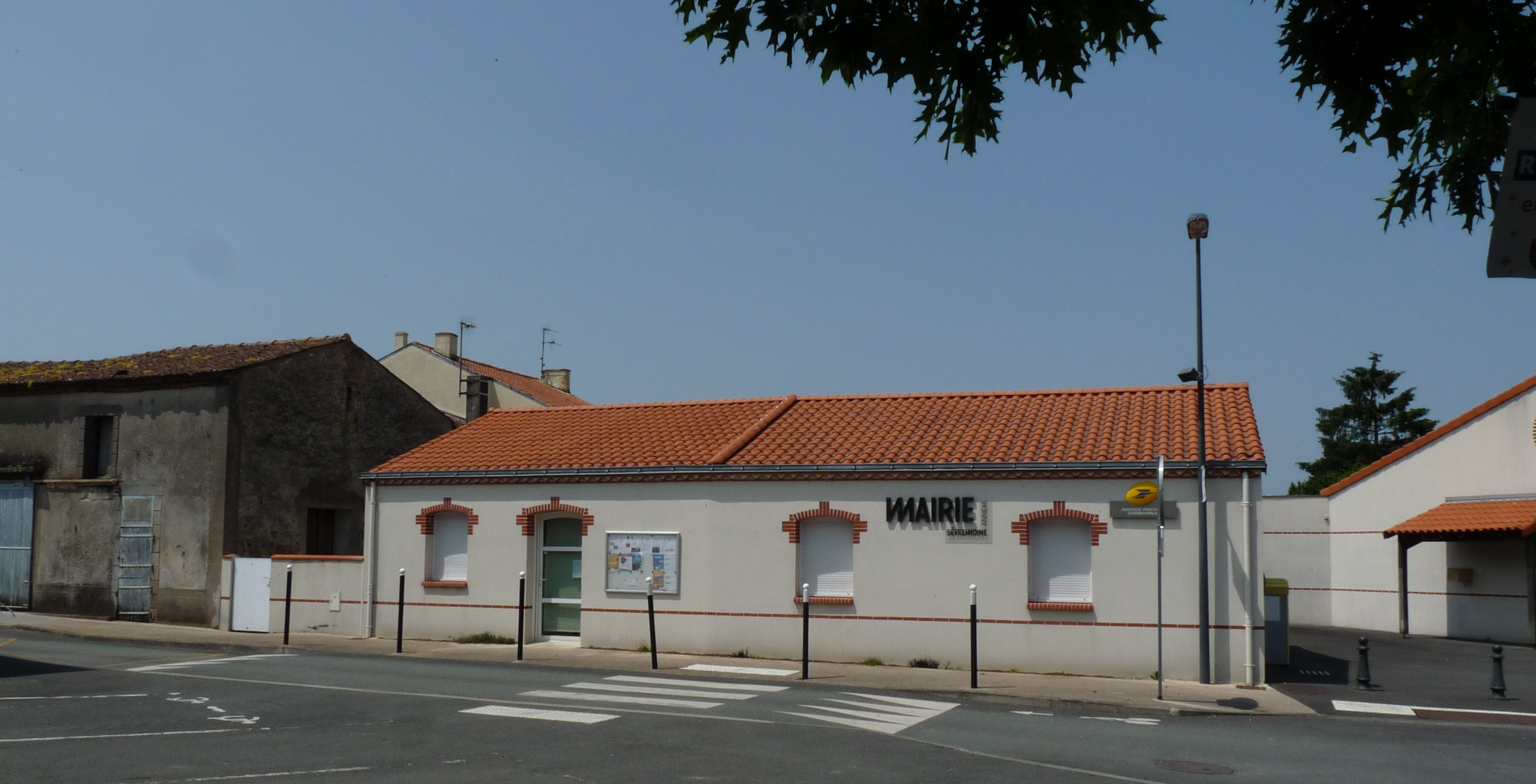
Ehemalige Mairie
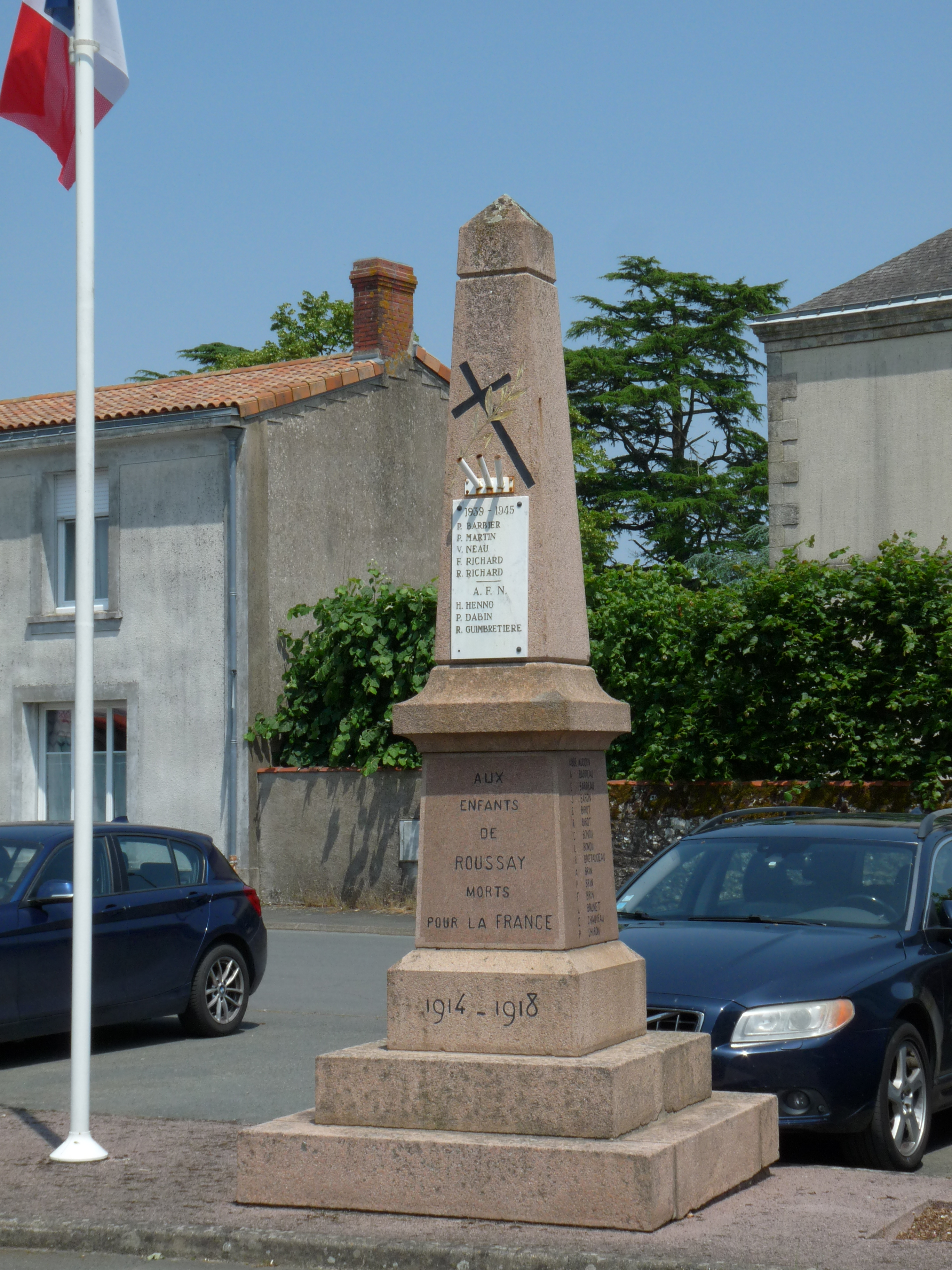
Gefallenendenkmal

## Wirtschaft
Haupterwerbszweig in Roussay ist die Landwirtschaft, vor allem Mischkultur, Weinbau, Imkerei und die Zucht von Hausrindern. Das bedeutendste lokale Unternehmen ist Grimaud Frères (Gebrüder Grimaud), welches in der genetischen Auswahl von Geflügel spezialisiert ist.
2007 organisierte das Partnerschaftskomitee Beckum-Roussay einen deutsch-französischen Staffellauf von Beckum nach Roussay. Der Spendenlauf wird La Course genannt. Die gesammelten Spenden flossen in das Projekt Ferme des Mauges ein.
2008 wurde die Ferme des Mauges in Roussay eingerichtet, ein Bauernhof, der Heimat und Arbeitsplatz von Menschen mit Fragiles-X-Syndrom und deren Betreuern geworden ist. Auf dem Bauernhof wird hauptsächlich Ziegenmilch und Ziegenkäse hergestellt.

### Lokale Produkte
Hier gelten kontrollierte Herkunftsbezeichnungen (AOC) für Butter (Beurre Charentes-Poitou, des Charentes und des Deux-Sèvres) und Rindfleisch von Rindern der Rasse Maine Anjou sowie geschützte geographische Angaben (IGP) für Rindfleisch (Bœuf de Vendée und du Maine), Schweinefleisch (Porc de Vendée), Geflügel (Volailles de Challans, d’Ancenis, de Cholet und de Vendée) und Brioche vendéenne.

## Belege
1. ↑  Roussay auf cassini.ehess.fr in Französisch.
2. ↑  Le Prieuré Saint Sauveur auf roussay.fr in Französisch.
3. ↑  L’Église Saint Pierre auf roussay.fr in Französisch.
4. ↑  Présentation générale auf roussay.fr in Französisch.
5. ↑  Website der Firma Grimaud Frères in Englisch/Französisch.
6. ↑  Massagen an der Strecke für die La-Course-Läufer. In: Westfalenpost. Funke Mediengruppe, 16. Mai 2007, abgerufen am 1. November 2020.
7. ↑  WP: Ministerin eröffnete Farm in Roussay. In: Westfalenpost. Funke Mediengruppe, 3. Juni 2009, abgerufen am 6. Juli 2015.